# Halálozások 2010-ben
Ez a szócikk a 2010-es évben elhunyt nevezetes személyeket sorolja fel.

## Ismeretlen hónap
| Dátum          | Név           | Foglalkozás / tisztség                                      | Kor | Forrás |
| -------------- | ------------- | ----------------------------------------------------------- | --- | ------ |
| Ismeretlen nap | Ziba Qəniyeva | a Vörös Hadsereg mesterlövésze a második világháború idején | 087 | —      |

## December
| Dátum        | Név                        | Foglalkozás / tisztség                                                                  | Kor | Forrás          |
| ------------ | -------------------------- | --------------------------------------------------------------------------------------- | --- | --------------- |
| december 31. | Raymond Impanis            | belga kerékpárversenyző                                                                 | 085 |                 |
| december 31. | Nyerges Mihály             | válogatott atléta, egyetemi tanár, sportvezető                                          | 064 |                 |
| december 31. | Per Oscarsson              | svéd rendező, színész                                                                   | 083 |                 |
| december 31. | Zdzislaw Starostecki       | lengyel származású amerikai rakétatervező                                               | 091 |                 |
| december 30. | Ellis Clarke               | trinidadi politikus, Trinidad és Tobago elnöke (1976–1987)                              | 093 |                 |
| december 30. | Bobby Farrell              | holland táncos, a Boney M. tagja                                                        | 061 |                 |
| december 30. | Kindler József             | vegyészmérnök-közgazdász, egyetemi tanár, a közgazdaság-tudomány doktora                | 081 |                 |
| december 30. | Malcolm Spence             | olimpiai bronzérmes (1960) dél-afrikai rövidtávfutó                                     | 073 |                 |
| december 29. | Atina Bojadzi              | macedón hosszútávúszó                                                                   | 066 |                 |
| december 29. | Bill Erwin                 | amerikai színész                                                                        | 096 |                 |
| december 29. | Avi Cohen                  | izraeli labdarúgó                                                                       | 054 |                 |
| december 28. | Zeferino Nandayapa         | mexikói marimba-zenész                                                                  | 079 |                 |
| december 28. | Billy Taylor               | amerikai dzsesszzongorista, zeneszerző                                                  | 089 |                 |
| december 28. | Agathe von Trapp           | A muzsika hangja-család legidősebb gyereke                                              | 097 |                 |
| december 27. | Grant McCune               | Oscar-díjas amerikai díszlettervező                                                     | 067 |                 |
| december 27. | Bernard-Pierre Donnadieu   | francia színész                                                                         | 061 |                 |
| december 27. | Horváth György             | válogatott labdarúgó                                                                    | 081 |                 |
| december 26. | Geraldine Doyle            | amerikai modell, „poszterlány”                                                          | 086 |                 |
| december 26. | Salvador Jorge Blanco      | dominikai köztársasági politikus, elnök (1982–1986)                                     | 084 |                 |
| december 26. | Királyi Ernő               | politikus, gazdasági szakember, helytörténeti kutató                                    | 084 |                 |
| december 26. | Lőrincz Lajos              | jogtudós, közigazgatás-tudós, egyetemi tanár, a Magyar Tudományos Akadémia rendes tagja | 075 |                 |
| december 26. | Teena Marie                | amerikai énekes, dalszerző, producer                                                    | 054 |                 |
| december 25. | Bud Greenspan              | filmrendező, forgatókönyvíró, producer, legismertebb a sportdokumentumfilmjeiről        | 084 |                 |
| december 25. | Carlos Andrés Pérez        | 1974–1979 és 1989–1993 között Venezuela elnöke                                          | 088 |                 |
| december 25. | Tamás István               | háromszoros magyar bajnok labdarúgó (Újpesti TE)                                        | 088 |                 |
| december 24. | Frans de Munck             | holland válogatott labdarúgó, edző                                                      | 088 |                 |
| december 22. | Kovács Anita               | táncművész, balettmester, a Szegedi Balett alapító tagja                                | 041 |                 |
| december 21. | Enzo Bearzot               | olasz labdarúgó, edző, az 1982-es világbajnok olasz válogatott szövetségi kapitánya     | 083 |                 |
| december 21. | Németh Ferenc              | versenylovas, Imperiál lovasa                                                           | 083 |                 |
| december 21. | John Sadovy                | brit fotóriporter, az 1956-os forradalom tudósítója                                     | 084 |                 |
| december 20. | Katharina Szelinski-Singer | német szobrász                                                                          | 092 |                 |
| december 18. | Tommaso Padoa-Schioppa     | olasz közgazdász, bankár, az euró egyik kitalálója                                      | 070 |                 |
| december 18. | Jacqueline de Romilly      | francia klasszika-filológus, a Francia Akadémia tagja                                   | 097 |                 |
| december 17. | Captain Beefheart          | amerikai zenész, szövegíró, zeneszerző                                                  | 069 |                 |
| december 17. | Dick Gibson                | brit autóversenyző                                                                      | 092 |                 |
| december 17. | Lina Romay                 | mexikói-amerikai énekesnő, színésznő                                                    | 091 |                 |
| december 15. | Blake Edwards              | amerikai filmrendező, forgatókönyvíró, producer                                         | 088 |                 |
| december 14. | Ruth Park                  | új-zélandi–ausztrál író                                                                 | 093 |                 |
| december 13. | Richard Holbrooke          | amerikai diplomata                                                                      | 069 |                 |
| december 13. | Remmy Ongala               | tanzániai énekes, gitáros                                                               | 063 |                 |
| december 13. | Rákosi Ferenc              | válogatott labdarúgó                                                                    | 089 |                 |
| december 13. | Vatabe Takesi              | japán színész, szinkronszínész                                                          | 074 |                 |
| december 12. | Timothée Malendoma         | közép-afrikai politikus, miniszterelnök (1992–1993)                                     | 076 |                 |
| december 12. | Tom Walkinshaw             | skót autóversenyző, a 2002-ben megszűnt Arrows Formula–1-es istálló csapatfőnöke        | 064 |                 |
| december 10. | John Fenn                  | Nobel-díjas amerikai kémikus                                                            | 093 |                 |
| december 10. | Jacques Swaters            | belga autóversenyző                                                                     | 084 |                 |
| december 9.  | Thorvald Strömberg         | olimpiai bajnok (1952) finn kenus                                                       | 079 |                 |
| december 8.  | Hann Ferenc                | művészettörténész, muzeológus                                                           | 066 |                 |
| december 7.  | Kari Tapio                 | finn énekes                                                                             | 065 |                 |
| december 6.  | Keszthelyi Ferenc          | ciszterci szerzetes, váci megyés püspök                                                 | 082 |                 |
| december 6.  | Mathesz Imre               | válogatott labdarúgó                                                                    | 073 |                 |
| december 6.  | Cséfalvay Pál              | plébános, protonotárius, kanonok, a Keresztény Múzeum igazgatója                        | 076 |                 |
| december 5.  | Samil Burzijev             | orosz labdarúgó                                                                         | 025 |                 |
| december 5.  | John Leslie                | amerikai pornófilmszínész, -rendező, -producer                                          | 065 |                 |
| december 5.  | Virgílio Teixeira          | portugál színész                                                                        | 093 |                 |
| december 4.  | Jacques Lafleur            | francia politikus                                                                       | 078 |                 |
| december 4.  | Xabier Lete                | baszk költő, énekes                                                                     | 066 |                 |
| december 3.  | Bródy András               | Széchenyi-díjas közgazdász                                                              | 086 |                 |
| december 3.  | José Ramos Delgado         | argentin labdarúgó és edző                                                              | 075 |                 |
| december 3.  | Cora Sadosky               | argentin matematikus                                                                    | 070 |                 |
| december 2.  | Lee Huan                   | tajvani politikus                                                                       | 093 |                 |
| december 1.  | Adriaan Blaauw             | holland csillagász                                                                      | 096 |                 |
| december 1.  | Alojz Srebotnjak           | szlovén zeneszerző                                                                      | 079 | [ halott link ] |

## November
| Dátum        | Név                                        | Foglalkozás / tisztség                                                          | Kor | Forrás          |
| ------------ | ------------------------------------------ | ------------------------------------------------------------------------------- | --- | --------------- |
| november 30. | Sátori Imre                                | olimpiai bronzérmes labdarúgó                                                   | 073 |                 |
| november 30. | Székelyhidi Ágoston                        | író, irodalomtörténész, politikus                                               | 075 |                 |
| november 29. | Bella Ahatovna Ahmadulina                  | orosz-tatár költő                                                               | 073 |                 |
| november 29. | Mario Monicelli                            | olasz filmrendező és színész                                                    | 095 | [ halott link ] |
| november 29. | Maurice Wilkes                             | Kiotó-díjas brit informatikus                                                   | 097 |                 |
| november 28. | Vlagyimir Maszlacsenko                     | szovjet válogatott labdarúgó, kommentátor                                       | 074 |                 |
| november 28. | Samuel T. Cohen                            | amerikai fizikus, feltaláló, a neutronbomba atyja                               | 089 |                 |
| november 28. | Leslie Nielsen                             | kanadai-amerikai színész, humorista                                             | 084 |                 |
| november 27. | Irvin Kershner                             | amerikai filmrendező                                                            | 087 |                 |
| november 26. | Palle Huld                                 | dán színész                                                                     | 098 |                 |
| november 25. | Tomka Miklós                               | vallásszociológus                                                               | 069 |                 |
| november 23. | Pavel Szerafimovics Lednyev                | orosz öttusázó                                                                  | 067 |                 |
| november 23. | Ingrid Pitt                                | lengyel származású brit színész                                                 | 073 |                 |
| november 22. | Dali Sándor                                | romániai magyar újságíró, színigazgató                                          | 080 |                 |
| november 22. | Frank Fenner                               | ausztrál virológus                                                              | 095 |                 |
| november 21. | Metz Katalin                               | színikritikus, újságíró                                                         | 072 |                 |
| november 19. | Demény Lajos                               | romániai magyar történész, a Magyar Tudományos Akadémia külső tagja             | 084 |                 |
| november 19. | Eystein Eggen                              | norvég író                                                                      | 066 |                 |
| november 19. | Gárdonyi Róbert                            | üzletember, a G’Roby alapítója                                                  | 0?  |                 |
| november 19. | Ladislav Demeterffy (Ladislav Demeterović) | magyar származású horvát zenész (75 Cents)                                      | 077 |                 |
| november 18. | Brian Marsden                              | brit csillagász                                                                 | 073 | [ halott link ] |
| november 18. | Dito Sanidze                               | olimpiai ezüstérmes (1968, 1972) szovjet-grúz súlyemelő                         | 073 |                 |
| november 17. | Bartos István                              | éremművész                                                                      | 062 |                 |
| november 15. | Polyák Imre                                | olimpiai bajnok birkózó, a Nemzet Sportolója                                    | 078 |                 |
| november 15. | Angèle Rawiri                              | gaboni író                                                                      | 056 |                 |
| november 14. | Vajda László                               | etnológus, afrikanista, a modern magyarországi néprajz megalapítója             | 087 |                 |
| november 13. | Luis García Berlanga                       | spanyol forgatókönyvíró, filmrendező, egyetemi tanár                            | 089 |                 |
| november 13. | Allan Sandage (Allan Rex Sandage)          | Bruce-éremmel és Crafoord-díjjal kitüntetett amerikai csillagász, asztrofizikus | 084 |                 |
| november 12. | Ernst von Glasersfeld                      | német filozófus, pszichológus                                                   | 093 |                 |
| november 12. | Henryk Górecki                             | lengyel zeneszerző                                                              | 076 |                 |
| november 11. | Dino De Laurentiis                         | olasz filmproducer                                                              | 091 |                 |
| november 11. | Kovács Attila                              | világbajnok kardvívó, mérnök                                                    | 071 |                 |
| november 11. | Simone Valère                              | francia színésznő                                                               | 089 |                 |
| november 9.  | Kunszt György                              | Széchenyi-díjas építészmérnök, filozófus, a műszaki tudomány doktora            | 086 |                 |
| november 8.  | Ádám András                                | teniszező, kosárlabdázó, jégkorongozó                                           | 078 |                 |
| november 8.  | Emilio Eduardo Massera                     | argentin katonatiszt, az országot irányító katonai junta tagja (1976–1978)      | 085 |                 |
| november 7.  | Zórándi Mária                              | táncművész, egyetemi tanár                                                      | 054 |                 |
| november 5.  | Jutta Burggraf                             | német római katolikus teológus                                                  | 058 |                 |
| november 5.  | Jill Clayburgh                             | amerikai színésznő                                                              | 066 |                 |
| november 5.  | Adrian Păunescu                            | román költő, politikus, televíziós személyiség, Nicolae Ceaușescu támogatója    | 067 |                 |
| november 3.  | Jerry Bock                                 | amerikai zeneszerző (Hegedűs a háztetőn)                                        | 081 |                 |
| november 3.  | Viktor Csernomirgyin                       | orosz politikus, kormányfő                                                      | 072 |                 |
| november 3.  | Nagy Bence                                 | Ybl-díjas építész                                                               | 067 |                 |
| november 3.  | Mark Pittaway                              | angol történész, Magyarország jelenkori történetének kutatója                   | 039 |                 |
| november 2.  | Rudolf Barsaj                              | orosz származású svájci karmester, brácsaművész                                 | 086 |                 |
| november 1.  | Némedi Dénes                               | szociológus, egyetemi tanár                                                     | 068 | [ halott link ] |
| november 1.  | Radnai János                               | gépészmérnök, feltaláló                                                         | 095 |                 |
| november 1.  | Shannon Tavarez                            | amerikai gyerekszínész                                                          | 011 |                 |

## Október
| Dátum              | Név                           | Foglalkozás / tisztség                                                                                 | Kor | Forrás          |
| ------------------ | ----------------------------- | --- | --- | --------------- |
| október 31.        | Ted Sorensen                  | Kennedy elnök beszédírója                                                                              | 082 |                 |
| október 31.        | Simon János                   | Európa-bajnok kosárlabdázó, edző                                                                       | 081 |                 |
| október 30.        | Harry Mulisch                 | holland író                                                                                            | 083 |                 |
| október 30.        | Nozava Nacsi                  | japán színész, szinkronszínész, színházi rendező                                                       | 072 |                 |
| október 29.        | Ronnie Clayton                | válogatott angol labdarúgó                                                                             | 076 |                 |
| október 29.        | Antonio Mariscal              | mexikói műugró, edző, a Mexikói Olimpiai Bizottság tiszteletbeli tagja                                 | 094 |                 |
| október 29.        | Sudó Takesi                   | japán forgatókönyvíró (Pokémon)                                                                        | 061 |                 |
| október 28.        | Balla László                  | ukrajnai magyar író, költő, műfordító                                                                  | 083 |                 |
| október 28.        | Watts Humphrey                | amerikai informatikus, szoftverfejlesztő                                                               | 083 |                 |
| október 28.        | James MacArthur               | amerikai színész                                                                                       | 072 |                 |
| október 28.        | Jonathan Motzfeldt            | grönlandi pap és politikus, miniszterelnök (1997–2002)                                                 | 072 |                 |
| október 27.        | Szakr bin Mohammad al-Kászimi | Rász el-Haima emírség emírje (1948 óta)                                                                | 092 |                 |
| október 27.        | Néstor Kirchner               | Argentína elnöke (2003–2007)                                                                           | 060 |                 |
| október 25.        | Lisa Blount                   | amerikai színésznő                                                                                     | 053 |                 |
| október 25.        | Gregory Isaacs                | jamaicai reggae zenész                                                                                 | 059 |                 |
| október 25.        | Kispista István               | rádiós szerkesztő-riporter                                                                             | 087 | [ halott link ] |
| október 25.        | Vesna Parun                   | horvát költő                                                                                           | 088 |                 |
| október 24.        | Szőke József                  | szlovákiai magyar író                                                                                  | 082 |                 |
| október 24.        | Andy Holmes                   | kétszeres világbajnok (1986, 1987) olimpiai bajnok (1984 és 1988) brit evezős                          | 051 |                 |
| október 23.        | Benyhe János                  | József Attila-díjas műfordító                                                                          | 083 |                 |
| október 23.        | Francis Crippen               | amerikai hosszútávúszó                                                                                 | 026 |                 |
| október 23.        | David Thompson                | barbadosi politikus, miniszterelnök (2008–2010)                                                        | 048 |                 |
| október 21.        | Povázsai László               | olimpiai válogatott labdarúgó                                                                          | 072 | [ halott link ] |
| október 21.        | Szilágyi György               | humorista, költő, író                                                                                  | 081 |                 |
| október 20.        | Bob Guccione                  | a Penthouse magazin alapítója, üzletember                                                              | 079 |                 |
| október 20.        | George Mallet                 | Saint Lucia-i politikus, kormányzó (1996–1997)                                                         | 087 |                 |
| október 19.        | Tom Bosley                    | amerikai színész, „Dowling atya” alakítója                                                             | 083 |                 |
| október 19.        | Fehér Ernő                    | második világháborús katona, író                                                                       | 094 | [ halott link ] |
| október 18.        | Balassa P. Tamás              | zeneszerző, karmester, zongoraművész, hangszerelő                                                      | 087 |                 |
| október 17.        | Toró Tibor                    | romániai magyar atomfizikus, az MTA külső tagja                                                        | 079 |                 |
| október 16.        | Alfredo Bini                  | olasz filmproducer                                                                                     | 083 |                 |
| október 16.        | Búza Barna                    | szobrászművész                                                                                         | 099 |                 |
| október 16.        | Chao-Li Chi                   | kínai származású amerikai táncos, színész                                                              | 083 |                 |
| október 16.        | Sándor István                 | politikus, köztisztviselő, országgyűlési képviselő (2006–2010)                                         | 071 |                 |
| október 16.        | Leigh Van Valen               | amerikai biológus                                                                                      | 075 |                 |
| október 15.        | Jana Lahodová                 | olimpiai ezüstérmes (1980) cseh gyeplabdázó                                                            | 053 |                 |
| október 15.        | Rózsa Vera                    | énekesnő, énektanár, pedagógus                                                                         | 093 |                 |
| október 15.        | Hemmert János                 | festőművész                                                                                            | 083 |                 |
| október 14.        | Benoît Mandelbrot             | lengyel születésű francia-amerikai matematikus                                                         | 085 |                 |
| október 14.        | Carla Del Poggio              | olasz színésznő                                                                                        | 084 |                 |
| október 14.        | Hermann Scheer                | német politikus                                                                                        | 066 |                 |
| október 13.        | Gergely János                 | úszóedző                                                                                               | 084 |                 |
| október 12.        | Manuel Alexandre              | spanyol színész                                                                                        | 092 |                 |
| október 12.        | Angelo Infanti                | olasz színész                                                                                          | 071 |                 |
| október 12.        | Madarász István               | sportvezető, kézilabda-szakíró                                                                         | 076 |                 |
| október 11.        | Faliszek Sándor               | labdarúgó, edző                                                                                        | 067 | [ halott link ] |
| október 10.        | Solomon Burke                 | amerikai soul énekes, és prédikátor                                                                    | 070 |                 |
| október 10.        | Honfi Károlyné                | sakkozó, női nemzetközi mester, sakkolimpiai ezüstérmes, magyar bajnok, vegyészmérnök                  | 077 |                 |
| október 10.        | Dame Joan Sutherland          | ausztrál operaénekes, szoprán                                                                          | 083 |                 |
| október 10.        | Walter Staley                 | olimpiai bronzérmes (1952) amerikai lovas                                                              | 077 |                 |
| október 9.         | Maurice Allais                | Nobel-emlékdíjas francia közgazdász                                                                    | 099 | [ halott link ] |
| október 8.         | Jim Fuchs                     | olimpiai bronzérmes amerikai súlylökő, a súlylökés mai technikájának megalapozója                      | 082 |                 |
| október 8.         | Nils Hallberg                 | svéd színész                                                                                           | 089 |                 |
| október 8.         | John Huchra                   | amerikai csillagász                                                                                    | 061 |                 |
| október 7.         | Milka Planinc                 | jugoszláv politikus, a Horvát Kommunisták Szövetségének titkára (1971–1982)                            | 085 |                 |
| október 5.         | Bernard Clavel                | francia író                                                                                            | 087 |                 |
| október 5.         | Fürtös György                 | Munkácsy Mihály-díjas keramikusművész                                                                  | 071 |                 |
| október 5.         | Steve Lee                     | svájci zenész, a Gotthard együttes énekese                                                             | 047 |                 |
| október 4.         | Szentpál Mónika               | tánc- és előadóművész                                                                                  | 084 |                 |
| október 4.         | Peter Warr                    | brit autóversenyző, menedzser, üzletember                                                              | 072 |                 |
| október 4.         | Sir Norman Wisdom             | angol színész, komikus, énekes, dalszövegíró                                                           | 095 |                 |
| október 3.         | Philippa Foot                 | angol filozófus                                                                                        | 090 |                 |
| október 3.         | Claude Lefort                 | francia filozófus                                                                                      | 086 |                 |
| október 2.         | Brenda Cowling                | angol színésznő (Csengetett, Mylord?)                                                                  | 085 |                 |
| október 2. (k. n.) | Uwe Gemballa                  | német tuningmester, a Gemballa tunincég alapítója és tulajdonosa (ezen a napon jelent meg a halálhíre) | 055 |                 |
| október 1.         | Georgij Arbatov               | orosz politológus, amerikanista                                                                        | 088 |                 |
| október 1.         | Bundzsák Dezső                | válogatott labdarúgó, edző                                                                             | 082 |                 |
| október 1.         | Audouin Dollfus               | francia fizikus, csillagász                                                                            | 085 |                 |
| október 1.         | Rolf Blattmann                | svájci labdarúgó-játékvezető                                                                           | 066 |                 |
| október 1.         | Gerard Labuda                 | lengyel történész                                                                                      | 094 |                 |

## Szeptember
| Dátum          | Név                             | Foglalkozás / tisztség                                                                                       | Kor | Forrás          |
| -------------- | ------------------------------- | --- | --- | --------------- |
| szeptember 30. | Szabó Árpád                     | erdélyi magyar unitárius püspök                                                                              | 075 |                 |
| szeptember 29. | Georges Charpak                 | Nobel-díjas lengyel származású francia fizikus                                                               | 086 |                 |
| szeptember 29. | Tony Curtis                     | magyar származású amerikai színész (Minden lében két kanál)                                                  | 085 |                 |
| szeptember 29. | Trevor Taylor                   | brit-amerikai autóversenyző (Lotus)                                                                          | 072 |                 |
| szeptember 28. | Sally Menke                     | amerikai vágó (Becstelen brigantyk, Ponyvaregény)                                                            | 056 |                 |
| szeptember 28. | Arthur Penn                     | amerikai filmrendező és filmproducer                                                                         | 088 |                 |
| szeptember 28. | Surányi Ibolya                  | előadóművész, irodalmi szerkesztő                                                                            | 082 |                 |
| szeptember 27. | Carmelo Arden Quin              | uruguayi művész                                                                                              | 097 |                 |
| szeptember 27. | Budai Sándor                    | labdarúgó (Szegedi Haladás, Bp. Honvéd)                                                                      | 080 | [ halott link ] |
| szeptember 27. | Kertész István                  | politikus, az MSZP országgyűlési képviselője                                                                 | 060 |                 |
| szeptember 27. | Trevor Taylor                   | amerikai autóversenyző                                                                                       | 073 |                 |
| szeptember 26. | Gloria Stuart                   | amerikai színésznő (Titanic)                                                                                 | 100 |                 |
| szeptember 24. | Farkas Antal                    | színész | 088 |                 |
| szeptember 24. | Gennagyij Janajev               | szovjet politikus, az 1991-es moszkvai puccs egyik vezetője                                                  | 073 | [ halott link ] |
| szeptember 23. | Fernando Riera                  | spanyol-katalán származású chilei labdarúgó, csatár, edző                                                    | 090 |                 |
| szeptember 22. | Jackie Burroughs                | kanadai színésznő                                                                                            | 071 |                 |
| szeptember 22. | Eddie Fisher                    | amerikai énekes                                                                                              | 082 |                 |
| szeptember 22. | Nadrai Attila                   | meteorológus                                                                                                 | 048 |                 |
| szeptember 22. | Ulbrich András                  | rádiós és televíziós bemondó, tudósító                                                                       | 065 |                 |
| szeptember 21. | Grace Bradley                   | amerikai színésznő                                                                                           | 097 |                 |
| szeptember 21. | Sandra Mondaini                 | olasz színésznő                                                                                              | 079 |                 |
| szeptember 20. | Hargitai Károly                 | író, újságíró, ufókutató szakíró                                                                             | 079 |                 |
| szeptember 20. | Leonard Skinner                 | amerikai kosárlabdaedző, testneveléstanár, a Lynyrd Skynyrd együttes névadója                                | 077 |                 |
| szeptember 19. | José Antonio Labordeta          | aragóniai énekes-dalszerző, író, politikus                                                                   | 075 |                 |
| szeptember 19. | Polgár László                   | Kossuth-díjas operaénekes                                                                                    | 063 |                 |
| szeptember 18. | Egon Klepsch                    | német politikus                                                                                              | 080 |                 |
| szeptember 18. | Vígh Tamás                      | Kossuth-díjas szobrász                                                                                       | 084 |                 |
| szeptember 17. | Bíró Lajos                      | festőművész                                                                                                  | 082 |                 |
| szeptember 17. | Vojteh Ravnikar                 | Herder-díjas szlovén építész                                                                                 | 067 |                 |
| szeptember 16. | Savanya Norbert                 | tízszeres világbajnok búvárúszó                                                                              | 034 |                 |
| szeptember 14. | Caterina Boratto                | olasz színésznő                                                                                              | 095 |                 |
| szeptember 14. | Gennagyij Geraszimov            | szovjet-orosz politikus, külpolitikai szóvivő, nagykövet                                                     | 080 |                 |
| szeptember 13. | Nagy László Zsolt               | színész | 029 |                 |
| szeptember 13. | Szenes Iván                     | író, dalszövegíró, dramaturg, zeneszerző                                                                     | 086 |                 |
| szeptember 12. | Claude Chabrol                  | francia filmrendező                                                                                          | 080 |                 |
| szeptember 11. | Harold Gould                    | amerikai színész                                                                                             | 086 |                 |
| szeptember 11. | Huszár István                   | közgazdász, statisztikus, szakpolitikus                                                                      | 083 | — —             |
| szeptember 11. | Kevin McCarthy                  | amerikai színész (A testrablók támadása)                                                                     | 096 |                 |
| szeptember 10. | Lackó Miklós                    | történész, a történettudomány doktora                                                                        | 089 |                 |
| szeptember 9.  | Bent Larsen                     | dán sakkozó                                                                                                  | 075 |                 |
| szeptember 8.  | George Christopher Williams     | amerikai evolúcióbiológus                                                                                    | 084 |                 |
| szeptember 7.  | Clive Donner                    | angol filmrendező, vágó                                                                                      | 084 |                 |
| szeptember 6.  | Kolozsvári György               | katona, zászlósi rangban                                                                                     | 037 |                 |
| szeptember 5.  | Bajor Nagy Ernő                 | Pulitzer-emlékdíjas, aranytollas újságíró                                                                    | 087 |                 |
| szeptember 5.  | Guillaume Cornelis van Beverloo | holland képzőművész                                                                                          | 088 |                 |
| szeptember 5.  | Lewis Nkosi                     | dél-afrikai író, költő, újságíró                                                                             | 073 |                 |
| szeptember 5.  | Tomizava Sója                   | japán motorversenyző                                                                                         | 019 |                 |
| szeptember 4.  | Kulcsár Kálmán                  | Széchenyi-díjas jogtudós, szociológus, egyetemi tanár, az MTA rendes tagja, igazságügy-miniszter (1988–1990) | 082 | [ halott link ] |
| szeptember 3.  | Bánffy György                   | Kossuth-díjas színművész, politikus, országgyűlési képviselő (1985–1994)                                     | 083 |                 |
| szeptember 3.  | Robert Schimmel                 | amerikai komikus                                                                                             | 060 |                 |
| szeptember 2.  | Jean-Michel Baron               | francia motorversenyző                                                                                       | 056 |                 |
| szeptember 2.  | Wermer András                   | belgyógyász, kardiológus, film- és tévérendező, 2002-ig a Fidesz kampányfőnöke                               | 055 |                 |
| szeptember 1.  | Polgár András                   | író, dramaturg, rendező                                                                                      | 073 |                 |
| szeptember 1.  | Angelusz Róbert                 | szociológus, egyetemi tanár, az MTA doktora                                                                  | 071 |                 |

## Augusztus
| Dátum         | Név                     | Foglalkozás / tisztség                                                      | Kor | Forrás          |
| ------------- | ----------------------- | --------------------------------------------------------------------------- | --- | --------------- |
| augusztus 31. | Laurent Fignon          | Tour de France-győztes francia kerékpárversenyző                            | 050 |                 |
| augusztus 30. | Alain Corneau           | francia filmrendező                                                         | 067 |                 |
| augusztus 30. | Francisco Varallo       | világbajnoki ezüstérmes (1930) argentin labdarúgó                           | 100 |                 |
| augusztus 27. | Bokor Ildikó            | színművész                                                                  | 061 |                 |
| augusztus 27. | Anton Geesink           | olimpiai (1964) és világbajnok holland cselgáncsozó                         | 076 |                 |
| augusztus 27. | Utassy József           | Kossuth-díjas költő                                                         | 069 | [ halott link ] |
| augusztus 26. | Konyorcsik János        | Munkácsy-díjas szobrászművész                                               | 084 |                 |
| augusztus 26. | William Benjamin Lenoir | amerikai űrhajós                                                            | 071 |                 |
| augusztus 24. | Kon Szatosi             | japán animációs filmrendező                                                 | 046 |                 |
| augusztus 23. | Fülöp Kálmán            | dalszövegíró                                                                | 087 |                 |
| augusztus 23. | Pappné Ábrahám Judit    | posztumusz hadnagy                                                          | 031 |                 |
| augusztus 22. | Stjepan Bobek           | kétszeres olimpiai ezüstérmes (1948 és 1952) jugoszláv (horvát) labdarúgó   | 086 |                 |
| augusztus 22. | Bolemányi János         | labdarúgó (Vasas, Zalaegerszegi TE)                                         | 065 | [ halott link ] |
| augusztus 22. | Szörényi József         | erdélyi származású magyar pedagógus, tanár                                  | 101 |                 |
| augusztus 21. | Christoph Schlingensief | német film-, színház- és operarendező                                       | 049 |                 |
| augusztus 21. | Gheorghe Apostol        | román politikus, a Román Kommunista Párt főtitkára (1954–1955)              | 097 |                 |
| augusztus 20. | Gyda Hansen             | dán színésznő                                                               | 072 |                 |
| augusztus 20. | Tiberio Murgia          | olasz színész                                                               | 081 |                 |
| augusztus 19. | Ahna Capri              | amerikai-magyar filmszínésznő                                               | 066 |                 |
| augusztus 19. | Anker Sørensen          | dán forgatókönyvíró, filmrendező, vágó                                      | 084 |                 |
| augusztus 18. | Rina Franchetti         | olasz színésznő                                                             | 102 |                 |
| augusztus 18. | Mihalecz Boldizsár      | labdarúgó (Bp. Honvéd, MTK)                                                 | 068 |                 |
| augusztus 17. | Francesco Cossiga       | olasz politikus, miniszterelnök (1979–1980), köztársasági elnök (1985–1992) | 082 |                 |
| augusztus 17. | Frank Kermode           | brit irodalomkritikus                                                       | 090 |                 |
| augusztus 17. | Alejandro Maclean       | spanyol versenypilóta                                                       | 041 |                 |
| augusztus 17. | Edwin Morgan            | skót költő                                                                  | 090 |                 |
| augusztus 16. | Nicola Cabibbo          | olasz fizikus                                                               | 075 |                 |
| augusztus 14. | Abbey Lincoln           | amerikai dzsesszénekesnő                                                    | 080 |                 |
| augusztus 13. | Edwin Newman            | amerikai újságíró                                                           | 091 |                 |
| augusztus 12. | Ruy Duarte de Carvalho  | angolai antropológus, író, filmrendező                                      | 069 |                 |
| augusztus 12. | Guido de Marco          | máltai politikus, diplomata, Málta elnöke (1999–2004)                       | 079 |                 |
| augusztus 11. | Lull Gillen             | luxemburgi kerékpárversenyző                                                | 081 |                 |
| augusztus 11. | Kristó Nagy István      | irodalomtörténész, művészeti író, kritikus, műfordító                       | 089 |                 |
| augusztus 11. | Bruno Schleinstein      | német zenész, színész                                                       | 078 |                 |
| augusztus 10. | Bodor Béla              | József Attila-díjas író, költő, képzőművész                                 | 056 |                 |
| augusztus 10. | Papp Árpád              | költő, műfordító, irodalomtörténész                                         | 073 | [ halott link ] |
| augusztus 10. | Antonio Pettigrew       | amerikai atlétaedző, korábbi világbajnok rövidtávfutó                       | 042 |                 |
| augusztus 10. | Armando Robles Godoy    | perui filmrendező, író, újságíró                                            | 087 |                 |
| augusztus 9.  | Ted Stevens             | amerikai politikus, szenátor (Alaszka, 1968–2009)                           | 086 |                 |
| augusztus 8.  | Patricia Neal           | Oscar-díjas amerikai színésznő                                              | 084 |                 |
| augusztus 7.  | Bruno Cremer            | belga származású francia színész, Maigret felügyelő legismertebb alakítója  | 080 |                 |
| augusztus 6.  | Tony Judt               | brit történész                                                              | 062 |                 |
| augusztus 5.  | Godfrey Binaisa         | Uganda elnöke 1979-1980 között                                              | 090 |                 |
| augusztus 3.  | Gaál Gabriella          | magyarnóta-énekes                                                           | 080 |                 |
| augusztus 2.  | Xosé Luís de Dios       | spanyol-galiciai festő                                                      | 067 |                 |

## Július
| Dátum      | Név                | Foglalkozás / tisztség                                         | Kor | Forrás          |
| ---------- | ------------------ | -------------------------------------------------------------- | --- | --------------- |
| július 31. | Pedro Dellacha     | argentin labdarúgóhátvéd, edző                                 | 084 |                 |
| július 31. | Tom Mankiewicz     | amerikai író, filmrendező, producer                            | 068 |                 |
| július 30. | Kiss János         | orvos, sebész, egyetemi tanár, az MTA doktora                  | 069 |                 |
| július 28. | Móna István        | olimpiai bajnok öttusázó, edző, ügyvéd                         | 069 |                 |
| július 27. | Maury Chaykin      | amerikai születésű kanadai színész                             | 061 |                 |
| július 26. | Bödők Zsigmond     | szlovákiai magyar asztrofizikus, tudománytörténész             | 053 |                 |
| július 26. | Brigitte Schwaiger | osztrák író                                                    | 061 |                 |
| július 24. | Theo Albrecht      | német vállalkozó, az Aldi egyik alapítója                      | 088 |                 |
| július 24. | Igor Talankin      | szovjet-orosz filmrendező, forgatókönyvíró                     | 082 |                 |
| július 23. | Jan Halldoff       | svéd fotográfus, filmrendező, forgatókönyvíró                  | 070 |                 |
| július 20. | Molnár Tamás       | Széchenyi-díjas katolikus filozófus, történész, politológus    | 089 | [ halott link ] |
| július 19. | Cécile Aubry       | francia színésznő, író, forgatókönyvíró, rendező               | 081 |                 |
| július 19. | Szató Daiki        | japán labdarúgó                                                | 021 |                 |
| július 19. | David Warren       | ausztrál tudós, a feketedoboz feltalálója                      | 085 |                 |
| július 19. | Lorenzen Wright    | amerikai kosárlabdázó                                          | 034 |                 |
| július 18. | Renato De Carmine  | olasz színész (Kincses sziget az űrben)                        | 087 |                 |
| július 17. | Bernard Giraudeau  | francia színész (Vízcseppek a forró kövön)                     | 063 |                 |
| július 16. | Alekszandr Bolosev | olimpiai (1972) és világbajnok (1974) szovjet kosárlabdázó     | 063 |                 |
| július 16. | James Gammon       | amerikai színész (A nagy csapat)                               | 070 |                 |
| július 15. | Peter Fernandez    | amerikai színész, szinkronszínész, író                         | 083 |                 |
| július 13. | Amanda Berenguer   | uruguayi költő, író                                            | 089 |                 |
| július 12. | Günter Behnisch    | német építész                                                  | 088 |                 |
| július 12. | Olga Guillot       | kubai-amerikai énekesnő                                        | 087 |                 |
| július 12. | Jablonkay Éva      | operaénekesnő                                                  | 070 |                 |
| július 12. | Harvey Pekar       | az American Splendor képregénysorozat írója                    | 070 |                 |
| július 11. | Kállai Ferenc      | Kossuth-díjas színművész, a Nemzet Színésze                    | 084 |                 |
| július 9.  | Basternák László   | szlovákiai magyar politikus                                    | 053 |                 |
| július 8.  | David Blackwell    | amerikai matematikus és statisztikus                           | 091 |                 |
| július 7.  | Frank Dochnal      | amerikai autóversenyző                                         | 089 |                 |
| július 7.  | Páll Sándor        | szerbiai magyar irodalomtörténész, politikus                   | 056 |                 |
| július 6.  | Antal Árpád        | romániai magyar irodalomtörténész                              | 084 |                 |
| július 6.  | Vajay Szabolcs     | történész                                                      | 088 | [ halott link ] |
| július 5.  | Dienes Gábor       | Munkácsy-díjas festőművész                                     | 062 | [ halott link ] |
| július 5.  | Juanita M. Kreps   | amerikai közgazdász, üzletasszony, kereskedelmi miniszter      | 089 |                 |
| július 5.  | Cesare Siepi       | olasz operaénekes                                              | 087 |                 |
| július 5.  | Szobi Balázs       | kamionversenyző                                                | 037 |                 |
| július 3.  | Herbert Erhardt    | világbajnok (1954) nyugatnémet válogatott német labdarúgó      | 079 |                 |
| július 3.  | Feledy Gyula       | Kossuth-díjas festő, grafikus                                  | 082 | [ halott link ] |
| július 2.  | Beryl Bainbridge   | angol írónő                                                    | 075 |                 |
| július 2.  | Félix Pons         | spanyol politikus, a Parlament alsóháázának elnöke (1986–1996) | 067 |                 |
| július 2.  | Laurent Terzieff   | francia színész (Médea), színházi rendező                      | 075 |                 |

## Június
| Dátum      | Név                            | Foglalkozás / tisztség                                                                     | Kor | Forrás          |
| ---------- | ------------------------------ | ------------------------------------------------------------------------------------------ | --- | --------------- |
| június 30. | Pak Jongha                     | dél-koreai színész, énekes                                                                 | 032 |                 |
| június 28. | Robert C. Byrd                 | amerikai politikus, szenátor (1959–2010)                                                   | 092 |                 |
| június 28. | Horler Miklós                  | Széchenyi-díjas építész, a művészettörténeti tudomány doktora                              | 086 |                 |
| június 28. | Rózsahegyi György              | karikaturista, grafikus, festőművész                                                       | 069 |                 |
| június 27. | Corey Allen                    | amerikai színész, rendező                                                                  | 075 |                 |
| június 27. | Békés Imre                     | jogtudós, egyetemi tanár                                                                   | 079 |                 |
| június 26. | Algirdas Brazauskas            | litván politikus, elnök (1993–1998), miniszterelnök (2001–2006)                            | 077 |                 |
| június 26. | Aldo Giuffré                   | olasz színész, szinkronszínész                                                             | 086 |                 |
| június 26. | Kovács József                  | opera- és operetténekes, színigazgató                                                      | 064 |                 |
| június 25. | Körösényi Tamás                | szobrászművész                                                                             | 057 |                 |
| június 25. | Gundel Katalin                 | Latinovits Zoltán, Bujtor István és Frenreisz Károly anyja                                 | 100 |                 |
| június 24. | Kazimierz Paździor             | olimpiai bajnok (1960) lengyel ökölvívó                                                    | 075 |                 |
| június 23. | Frank Magda                    | magyar-argentin szobrász                                                                   | 095 |                 |
| június 23. | Pete Quaife                    | angol basszusgitáros (Kinks)                                                               | 066 |                 |
| június 22. | Udvarhelyi György              | orvos, idegsebész, egyetemi tanár                                                          | 090 |                 |
| június 22. | Hanns Malissa                  | osztrák kémikus, az MTA tagja                                                              | 090 |                 |
| június 21. | İlhan Selçuk                   | török író, újságíró, ügyvéd, szerkesztő                                                    | 085 |                 |
| június 21. | Szatmári Jenő István           | író, újságíró (írói álnév: Türk Attila)                                                    | 063 |                 |
| június 21. | Tamás Károly                   | agrármérnök, főiskolai tanár, politikus                                                    | 079 |                 |
| június 20. | Roberto Rosato                 | Európa-bajnok olasz labdarúgó                                                              | 066 |                 |
| június 19. | Horkai János                   | színművész                                                                                 | 086 |                 |
| június 19. | Carlos Monsiváis               | mexikói újságíró, kolumnista, esszéíró, kritikus és történész                              | 072 |                 |
| június 19. | Ursula Thiess                  | német színésznő                                                                            | 086 |                 |
| június 18. | Bogdan Bogdanović              | szerb építész, urbanista, filozófus                                                        | 087 |                 |
| június 18. | Szilágyi Ferenc                | erdélyi magyar operaénekes                                                                 | 084 |                 |
| június 18. | José Saramago                  | irodalmi Nobel-díjas portugál író, költő                                                   | 087 |                 |
| június 17. | Kalevi Suoniemi                | olimpiai bronzérmes (1956) finn tornász                                                    | 078 |                 |
| június 16. | Ronald Neame                   | angol filmrendező, producer, forgatókönyvíró és operatőr (A Poszeidon katasztrófa; Meteor) | 099 |                 |
| június 16. | Marc Bazin                     | Haiti miniszterelnöke 1992-1993 között                                                     | 078 |                 |
| június 15. | Bekim Fehmiu                   | jugoszláv színész                                                                          | 074 |                 |
| június 15. | Jurij Iljenko                  | szovjet-ukrán filmrendező                                                                  | 073 |                 |
| június 15. | Busi Mhlongo                   | dél-afrikai énekesnő, táncos, zeneszerző és producer                                       | 062 |                 |
| június 14. | Leonyid Kizim                  | ukrán származású szovjet berepülőpilóta, űrhajós                                           | 068 |                 |
| június 13. | Huszár Klára                   | operarendező, szakíró                                                                      | 091 |                 |
| június 13. | Palotai János                  | labdarúgó                                                                                  | 082 | [ halott link ] |
| június 12. | Rónay Egon                     | gasztronómus, író, étteremkritikus                                                         | 094 |                 |
| június 12. | Jerzy Stefan Stawiński         | lengyel író, forgatókönyvíró, filmrendező                                                  | 088 |                 |
| június 11. | Jeck Ferenc                    | labdarúgó (Salgótarjáni BTC)                                                               | 068 |                 |
| június 11. | Kapovits István                | Széchenyi-díjas kémikus, biológus, egyetemi tanár                                          | 077 |                 |
| június 10. | Liana Pasquali                 | olasz származású román hárfaművész, zenetanár                                              | 094 |                 |
| június 9.  | Marina Tyimofejevna Szemjonova | szovjet balett-táncosnő                                                                    | 101 |                 |
| június 8.  | Gábos Kálmán                   | fotóművész, az MTV operatőre                                                               | 057 |                 |
| június 7.  | Stuart Cable                   | walesi zenész (Stereophonics)                                                              | 040 |                 |
| június 7.  | Oliver N'Goma                  | gaboni zouk- és soukous-énekes és gitáros                                                  | 051 |                 |
| június 6.  | Bulányi György                 | piarista szerzetes, a Bokor katolikus bázisközösség alapítója                              | 091 |                 |
| június 6.  | Paul Wunderlich                | német festő, szobrász, grafikus                                                            | 083 |                 |
| június 4.  | John Wooden                    | amerikai kosárlabdázó, edző                                                                | 099 |                 |
| június 3.  | Rue McClanahan                 | amerikai színésznő (Öreglányok)                                                            | 076 |                 |
| június 3.  | Vlagyimir Arnold               | orosz matematikus                                                                          | 072 | [ halott link ] |
| június 2.  | Dorothy DeBorba                | amerikai gyerekszínész, színésznő                                                          | 095 |                 |
| június 2.  | Ju Cshangszun                  | dél-koreai politikus, miniszterelnök (1982)                                                | 091 |                 |
| június 2.  | Roger Manderscheid             | luxemburgi író                                                                             | 077 |                 |
| június 1.  | Andrej Voznyeszenszkij         | orosz költő                                                                                | 077 |                 |

## Május
| Dátum     | Név                         | Foglalkozás / tisztség                                                              | Kor | Forrás          |
| --------- | --------------------------- | ----------------------------------------------------------------------------------- | --- | --------------- |
| május 31. | Louise Bourgeois            | francia-amerikai szobrász                                                           | 098 |                 |
| május 31. | Cevdet Kılıçlar             | török újságíró, fotóriporter                                                        | 038 |                 |
| május 29. | Dennis Hopper               | amerikai színész                                                                    | 074 |                 |
| május 29. | Randolph Stow               | ausztrál-brit író, költő                                                            | 074 |                 |
| május 28. | Fehér János                 | orvos, májkutató, az MTA doktora                                                    | 077 |                 |
| május 28. | Gary Coleman                | amerikai színész                                                                    | 042 |                 |
| május 28. | Békés Pál                   | József Attila-díjas író, műfordító, drámaíró                                        | 054 |                 |
| május 27. | Furmann Imre                | jogász, költő, az MDF alapító tagja                                                 | 058 |                 |
| május 26. | Art Linkletter              | amerikai tv-s műsorvezető                                                           | 097 |                 |
| május 26. | Pólya Zoltán                | újságíró, fotóriporter                                                              | 056 |                 |
| május 24. | Olekszandr Bilosztyinnij    | olimpiai bajnok (1988) szovjet kosárlabdázó                                         | 051 |                 |
| május 24. | Paul Gray                   | amerikai zenész, a Slipknot együttes basszusgitárosa                                | 038 |                 |
| május 24. | Barbara New                 | angol színésznő (Csengetett, Mylord?)                                               | 087 |                 |
| május 24. | Anneliese Rothenberger      | német operaénekesnő                                                                 | 090 |                 |
| május 23. | Leonida nagyhercegné        | orosz főnemes                                                                       | 095 |                 |
| május 23. | Simon Monjack               | amerikai filmrendező, forgatókönyvíró, producer, Brittany Murphy férje              | 040 |                 |
| május 22. | Martin Gardner              | amerikai matematikus, matematikai ismeretterjesztő író                              | 095 |                 |
| május 22. | Pierre Zimmer               | francia író, újságíró, színész, forgatókönyvíró, filmrendező                        | 082 |                 |
| május 21. | Vadász Gyula                | Jászai Mari-díjas rádiórendező, érdemes művész                                      | 080 |                 |
| május 20. | Gesang Martohartono         | indonéz énekes, dalszerző                                                           | 092 |                 |
| május 19. | Harry Vos                   | holland válogatott labdarúgó                                                        | 063 |                 |
| május 18. | Edoardo Sanguineti          | olasz költő (Gruppo 63)                                                             | 079 |                 |
| május 18. | Torontáli István            | énekes, a 100 Folk Celsius együttes basszusgitárosa                                 | 061 |                 |
| május 17. | Yvonne Loriod               | francia zongoraművész, zeneszerző                                                   | 086 |                 |
| május 17. | Bobbejaan Schoepen          | belga énekes, zenész                                                                | 085 |                 |
| május 16. | Ronnie James Dio            | amerikai heavy metal énekes, szövegíró                                              | 067 |                 |
| május 16. | Hank Jones                  | amerikai dzsesszzongorista, zenekarvezető, hangszerelő, zeneszerző                  | 091 |                 |
| május 16. | Oswaldo López Arellano      | hondurasi katonatiszt, politikus, elnök (1963–1971, 1972–1975)                      | 088 | [ halott link ] |
| május 16. | Végvári Tamás               | Jászai Mari-díjas színész                                                           | 072 |                 |
| május 15. | Habsburg–Lotaringiai Rudolf | IV. Károly magyar király legkisebb fia                                              | 090 |                 |
| május 15. | Loris Kessel                | svájci autóversenyző                                                                | 060 |                 |
| május 15. | John Shepherd-Barron        | brit informatikus, feltaláló                                                        | 084 |                 |
| május 15. | Bhairon Singh Shekhawat     | indiai politikus, alelnök (2002–2007)                                               | 086 |                 |
| május 12. | Antonio Ozores              | spanyol színész, író, rendező                                                       | 081 |                 |
| május 11. | Doris Eaton Travis          | amerikai színésznő, táncosnő                                                        | 106 |                 |
| május 11. | Maciej Kozłowski            | lengyel színész                                                                     | 052 |                 |
| május 10. | Frank Frazetta              | amerikai sci-fi és fantasy képregényalkotó                                          | 082 |                 |
| május 10. | Toller László               | politikus, Pécs polgármestere (1998-2006)                                           | 059 |                 |
| május 9.  | Lena Horne                  | amerikai dzsesszénekesnő, színésznő, polgárjogi aktivista                           | 092 |                 |
| május 9.  | Otakar Motejl               | cseh jogász, politikus, Csehország ombudsmanja (2000–2010)                          | 077 |                 |
| május 8.  | Joaquín Capilla             | mexikói olimpiai bajnok műugró (1956)                                               | 081 |                 |
| május 8.  | Lilienthal Andor            | sakknagymester                                                                      | 099 |                 |
| május 7.  | Fríða Á. Sigurðardóttir     | izlandi író                                                                         | 069 |                 |
| május 7.  | Walter J. Hickel            | amerikai politikus                                                                  | 090 |                 |
| május 7.  | Adele Mara                  | amerikai színésznő                                                                  | 087 |                 |
| május 6.  | Fodor Krisztina             | golfozónő                                                                           | 036 |                 |
| május 5.  | Lucho Barrios               | perui énekes                                                                        | 075 |                 |
| május 5.  | Giulietta Simionato         | olasz operaénekes (mezzoszoprán)                                                    | 099 |                 |
| május 5.  | Umaru Yar'Adua              | nigériai politikus, elnök (2007–2010)                                               | 058 | [ halott link ] |
| május 4.  | Luigi Poggi                 | olasz római katolikus pap, bíboros, a Vatikán főkönyvtárosa (1992–1998)             | 092 |                 |
| május 3.  | Florencio Campomanes        | Fülöp-szigeteki politológus, sakkozó, a Nemzetközi Sakkszövetség elnöke (1982–1995) | 083 |                 |
| május 3.  | Julien Guiomar              | francia színész                                                                     | 082 |                 |
| május 2.  | Bohumil Němeček             | olimpiai bajnok cseh ökölvívó                                                       | 072 |                 |
| május 2.  | Lynn Redgrave               | angol színésznő                                                                     | 067 |                 |
| május 2.  | Jean Zaleski                | máltai-amerikai képzőművész                                                         | 090 |                 |
| május 1.  | T. M. Aluko                 | nigériai író                                                                        | 091 |                 |
| május 1.  | Rob McConnell               | kanadai dzsesszzenész                                                               | 075 |                 |

## Április
| Dátum       | Név                            | Foglalkozás / tisztség                                                                 | Kor | Forrás          |
| ----------- | ------------------------------ | -------------------------------------------------------------------------------------- | --- | --------------- |
| április 30. | Carmelita González             | mexikói színésznő                                                                      | 081 |                 |
| április 29. | Avigdor Arikha                 | romániai születésű francia-izraeli festő, grafikus, művészettörténész                  | 081 |                 |
| április 29. | Gyökeres György                | fotóművész                                                                             | 061 |                 |
| április 26. | Várkonyi László                | hegymászó                                                                              | 053 |                 |
| április 25. | Hetey Katalin                  | Kossuth-díjas festő, szobrász                                                          | 085 |                 |
| április 25. | Dorothy Provine                | amerikai énekesnő, táncosnő, színésznő                                                 | 075 |                 |
| április 25. | Alan Sillitoe                  | angol író                                                                              | 082 |                 |
| április 24. | Wojciech Siemion               | lengyel színész                                                                        | 081 |                 |
| április 23. | Boskovics Jenő                 | sportújságíró                                                                          | 081 |                 |
| április 23. | Natalja Alekszandrovna Lavrova | kétszeres olimpiai bajnok (2000, 2004) orosz ritmikus gimnasztikázó                    | 025 |                 |
| április 22. | Emilio Álvarez                 | uruguayi labdarúgó                                                                     | 071 |                 |
| április 22. | Velkey László                  | orvos, gyermekgyógyász, tanszékvezető egyetemi tanár, országgyűlési képviselő          | 082 |                 |
| április 22. | Walleshausen Gyula             | könyvtáros, történész                                                                  | 087 |                 |
| április 21. | Juan Antonio Samaranch         | spanyol közgazdász, a Nemzetközi Olimpiai Bizottság elnöke (1980−2001)                 | 089 |                 |
| április 19. | Guru                           | amerikai rapper                                                                        | 048 |                 |
| április 19. | Schwajda György                | író, rendező                                                                           | 067 |                 |
| április 19. | Szatola Albert                 | olimpikon lovas, díjugrató, oktató                                                     | 083 |                 |
| április 19. | Edwin Valero                   | venezuelai könnyűsúlyú bokszvilágbajnok                                                | 028 |                 |
| április 17. | Dragon Pál                     | politikus, országgyűlési képviselő, az MDF Pest megyei elnöke                          | 065 |                 |
| április 16. | Popper Péter                   | pszichológus, pszichoterapeuta, író                                                    | 076 |                 |
| április 16. | Falvay Károly                  | táncművész, koreográfus, néptáncgyűjtő                                                 | 085 |                 |
| április 15. | Cziráki József                 | labdarúgó (Szegedi Honvéd, Komlói Bányász)                                             | 083 |                 |
| április 15. | Michael Pataki                 | magyar származású amerikai színész, szinkronszínész                                    | 072 |                 |
| április 15. | Sobor Antal                    | József Attila-díjas író                                                                | 077 |                 |
| április 15. | Raimondo Vianello              | olasz színész, forgatókönyvíró                                                         | 087 |                 |
| április 14. | Rubin Szilárd                  | költő, író                                                                             | 083 |                 |
| április 14. | Peter Steele                   | amerikai zenész, a Type O Negative együttes énekese és basszusgitárosa                 | 048 |                 |
| április 14. | Gerhard Zemann                 | osztrák színész                                                                        | 070 |                 |
| április 12. | Erdődy Edit                    | irodalomtörténész                                                                      | 064 |                 |
| április 12. | Werner Schroeter               | német filmrendező                                                                      | 065 |                 |
| április 11. | Koloss István                  | orgonaművész, egyházzenész                                                             | 077 |                 |
| április 10. | Dixie Carter                   | amerikai színésznő                                                                     | 070 |                 |
| április 10. | Krystyna Bochenek              | lengyel újságíró, politikus                                                            | 056 |                 |
| április 10. | Ryszard Kaczorowski            | lengyel politikus, az emigráns lengyel kormány utolsó miniszterelnöke 1989-1990 között | 090 |                 |
| április 10. | Maria Kaczyńska                | Lech Kaczyński felesége                                                                | 067 |                 |
| április 10. | Lech Kaczyński                 | lengyel politikus, köztársasági elnök                                                  | 060 |                 |
| április 10. | Krzysztof Putra                | lengyel politikus, a szenátus alelnöke                                                 | 052 |                 |
| április 10. | Jerzy Szmajdziński             | lengyel politikus, a szejm alelnöke                                                    | 058 |                 |
| április 10. | Stanisław Zając                | lengyel politikus, a szejm korábbi alelnöke                                            | 060 |                 |
| április 9.  | Ádám Ottó                      | Kossuth-díjas rendező, színigazgató                                                    | 081 |                 |
| április 9.  | Dario Mangiarotti              | olimpiai és világbajnok olasz párbajtőrvívó                                            | 094 |                 |
| április 9.  | Varga Zoltán                   | olimpiai bajnok labdarúgó                                                              | 065 |                 |
| április 8.  | Antony Flew                    | brit analitikus filozófus                                                              | 087 |                 |
| április 8.  | Kovácsi Aladár                 | olimpiai bajnok öttusázó, orvos                                                        | 077 |                 |
| április 8.  | Malcolm McLaren                | angol zenész, menedzser                                                                | 064 |                 |
| április 8.  | Abel Muzorewa                  | zimbabwei politikus, miniszterelnök                                                    | 085 |                 |
| április 8.  | Jean-Paul Proust               | monacói politikus, államminiszter (2005–2010)                                          | 070 | — — —           |
| április 8.  | Teddy Scholten                 | holland énekesnő                                                                       | 083 |                 |
| április 7.  | Christopher Cazenove           | brit színész                                                                           | 066 |                 |
| április 7.  | Adolf Ermer                    | német nemzetközi labdarúgó-játékvezető                                                 | 070 |                 |
| április 7.  | George Nissen                  | amerikai tornász, a modern trambulin feltalálója                                       | 096 | [ halott link ] |
| április 6.  | Anatolij Dobrinyin             | szovjet politikus, diplomata                                                           | 090 |                 |
| április 6.  | Wilma Mankiller                | cseroki indián vezető, társadalmi aktivista                                            | 064 |                 |
| április 6.  | Corin Redgrave                 | angol színész                                                                          | 070 |                 |
| április 5.  | Kiss Roóz Ilona                | kétszeres Munkácsy-díjas keramikusművész                                               | 089 |                 |
| április 5.  | Vitalij Szevasztyjanov         | szovjet űrhajós                                                                        | 074 |                 |
| április 5.  | Gisela Trowe                   | német színésznő                                                                        | 087 |                 |
| április 4.  | Bálint Lajos                   | Erdély első érseke                                                                     | 081 |                 |
| április 4.  | Rudy Kousbroek                 | holland költő, író, újságíró                                                           | 080 |                 |
| április 3.  | Eugène Terre’Blanche           | dél-afrikai politikai vezető                                                           | 069 |                 |
| április 3.  | Tudós-Takács János             | katolikus teológus, filozófus, fordító                                                 | 074 |                 |
| április 3.  | Jesús Vásquez                  | perui énekesnő                                                                         | 089 |                 |
| április 2.  | Daróczi Dávid                  | újságíró                                                                               | 037 |                 |
| április 1.  | Cannisz Cannetákisz            | Görögország miniszterelnöke 1989-ben                                                   | 082 |                 |
| április 1.  | John Forsythe                  | amerikai színész                                                                       | 092 |                 |
| április 1.  | Jurij Dmitrijevics Maszljukov  | orosz politikus                                                                        | 072 |                 |
| április 1.  | Henry Edward Roberts           | amerikai mérnök, a mikroszámítógép atyja                                               | 068 |                 |

## Március
| Dátum       | Név                                   | Foglalkozás / tisztség                                                                 | Kor | Forrás |
| ----------- | ------------------------------------- | -------------------------------------------------------------------------------------- | --- | ------ |
| március 29. | Kass János                            | Kossuth-díjas grafikus, szobrász, könyvillusztrátor                                    | 082 |        |
| március 29. | Pallag Zsuzsa                         | szobrász                                                                               | 092 |        |
| március 28. | Bali Sándorné                         | az 1956-os forradalom résztvevője, a Történelmi Igazságtétel Bizottság egyik alapítója | 082 |        |
| március 28. | June Havoc                            | amerikai színésznő, táncosnő                                                           | 097 |        |
| március 27. | Dick Giordano                         | amerikai képregényrajzoló, szerkesztő                                                  | 077 |        |
| március 27. | Vaszilij Szmiszlov                    | orosz világbajnok sakkozó                                                              | 089 |        |
| március 26. | Bartos Tibor                          | műfordító, irodalomtörténész, szótárszerkesztő                                         | 076 |        |
| március 26. | Niederhauser Emil                     | Széchenyi-díjas történész, egyetemi tanár, a Magyar Tudományos Akadémia rendes tagja   | 086 |        |
| március 26. | Pozsonyi Lajos                        | válogatott jégkorongozó, fotográfus                                                    | 078 |        |
| március 26. | Eddie Theobald                        | válogatott máltai labdarúgó, edző                                                      | 069 |        |
| március 25. | Ben Gascoigne                         | új-zélandi-ausztrál csillagász                                                         | 094 |        |
| március 24. | Robert Culp                           | amerikai színész                                                                       | 079 |        |
| március 24. | Jim Marshall                          | amerikai fotóművész, fotóriporter                                                      | 074 |        |
| március 22. | James W. Black                        | Nobel-díjas brit orvos, farmakológus                                                   | 085 |        |
| március 21. | Bilek István                          | nemzetközi sakknagymester, szakíró                                                     | 077 |        |
| március 21. | Wolfgang Wagner                       | német operarendező, Richard Wagner unokája                                             | 090 |        |
| március 20. | Giridzsa Praszad Koirala              | nepáli politikus, a köztársaság egyik létrehozója                                      | 085 |        |
| március 20. | Robin Milner                          | Turing-díjas brit informatikus                                                         | 076 |        |
| március 18. | Fess Parker                           | amerikai színész                                                                       | 085 |        |
| március 17. | G. Szabó Judit                        | ifjúsági író                                                                           | 084 |        |
| március 16. | Bakos Sándor                          | válogatott labdarúgó                                                                   | 070 |        |
| március 16. | Szöllősi Ágnes                        | táncpedagógus                                                                          | 085 |        |
| március 15. | Illés Lajos                           | József Attila-díjas irodalomtörténész, kritikus, szerkesztő                            | 086 |        |
| március 15. | Sam Mtukudzi                          | zimbabwei zenész                                                                       | 021 |        |
| március 14. | Peter Graves                          | amerikai színész                                                                       | 083 |        |
| március 13. | Jean Ferrat                           | francia énekes, dalszerző                                                              | 079 |        |
| március 13. | Fatima Meer                           | dél-afrikai író, apartheid-ellenes aktivista                                           | 081 | [ 6 ]  |
| március 13. | Jean-Joseph Sanfourche                | francia art brut festő, szobrászművész, költő, tervező                                 | 080 |        |
| március 12. | Miguel Delibes                        | spanyol író                                                                            | 089 |        |
| március 12. | Tordai Zádor                          | Kossuth-díjas filozófus, író                                                           | 085 |        |
| március 11. | Losonci Miklós                        | művészettörténész, egyetemi tanár, Pest megye díszpolgára                              | 080 |        |
| március 11. | Csontos Gábor                         | tanár, író                                                                             | 083 |        |
| március 11. | Hans van Mierlo                       | holland újságíró, politikus, a 66-os Demokraták egyik alapítója                        | 078 |        |
| március 10. | Corey Haim                            | kanadai színész                                                                        | 038 |        |
| március 10. | Dorothy Janis                         | amerikai színésznő                                                                     | 098 |        |
| március 10. | Édgar Valcárcel                       | perui zongorista, zeneszerző                                                           | 077 |        |
| március 9.  | Alda Neves da Graça do Espírito Santo | São Tomé és Príncipe-i író és politikus                                                | 083 |        |
| március 9.  | Jean Kérébel                          | olimpiai ezüstérmes (1948) francia futó                                                | 091 |        |
| március 8.  | Guy Lapébie                           | Olimpiai bajnok (1936) francia kerékpárversenyző                                       | 093 |        |
| március 8.  | Raj Tamás                             | történész, főrabbi                                                                     | 070 |        |
| március 8.  | Szilágyi Dezső                        | Kossuth-díjas bábművész                                                                | 087 |        |
| március 8.  | Tagányi Árpád                         | válogatott labdarúgó, edző                                                             | 090 |        |
| március 8.  | Vargha Mihály                         | építész, újságíró                                                                      | 057 |        |
| március 4.  | Raimund Abraham                       | osztrák-amerikai építész                                                               | 076 |        |
| március 4.  | Vlagyiszlav Ardzinba                  | Abházia elnöke (1992–2005)                                                             | 064 |        |
| március 4.  | Etta Cameron                          | bahamai-dán énekesnő, színésznő                                                        | 070 |        |
| március 4.  | Nan Martin                            | amerikai színésznő                                                                     | 082 |        |
| március 3.  | Michael Foot                          | angol politikus, a Munkáspárt elnöke (1980–1983)                                       | 096 |        |
| március 3.  | Momo Kapor                            | szerb író, festőművész                                                                 | 072 |        |
| március 3.  | Oleg Tyurin                           | olimpiai bajnok (1964) szovjet válogatott orosz evezős                                 | 072 |        |
| március 1.  | Vlagyimir Szergejevics Iljusin        | szovjet-orosz pilóta                                                                   | 082 |        |

## Február
| Dátum       | Név                             | Foglalkozás / tisztség                                                                | Kor | Forrás |
| ----------- | ------------------------------- | ------------------------------------------------------------------------------------- | --- | ------ |
| február 28. | Bohdan Ejmont                   | lengyel színész                                                                       | 082 |        |
| február 28. | Perge Ilona                     | világkupa-győztes válogatott cselgáncsozó                                             | 025 |        |
| február 26. | Nujabes                         | japán zenész                                                                          | 036 |        |
| február 25. | Vlagyiszlav Galkin              | szovjet és orosz színész                                                              | 038 |        |
| február 25. | Márta Ferenc                    | kémikus, egyetemi tanár, a Magyar Tudományos Akadémia rendes tagja, korábbi főtitkára | 081 |        |
| február 23. | Orlando Zapata                  | kubai ellenzéki aktivista, politikai fogoly                                           | 042 |        |
| február 22. | Ágai Karola                     | Kossuth-díjas operaénekes                                                             | 082 |        |
| február 20. | Alexander Haig                  | amerikai katonatiszt, politikus, külügyminiszter                                      | 085 |        |
| február 19. | Elli Parvo                      | olasz színésznő                                                                       | 094 |        |
| február 18. | Bukta Csaba                     | rádiós-televíziós szerkesztő, rendező, a médiaismeret egyetemi tanára                 | 046 |        |
| február 18. | Ariel Ramírez                   | argentin zeneszerző, zongorista                                                       | 088 |        |
| február 17. | Kathryn Grayson                 | amerikai színésznő és operaénekesnő                                                   | 088 |        |
| február 17. | David Lelei                     | kenyai atléta, középtávfutó                                                           | 038 |        |
| február 17. | Hans Henning Ørberg             | dán nyelvész, tanár, tankönyvíró                                                      | 089 |        |
| február 17. | Szilágyi Ferenc                 | nyelvész, irodalomtörténész, író, költő, az irodalomtudomány doktora                  | 081 |        |
| február 16. | John Davis Chandler             | amerikai színész                                                                      | 075 |        |
| február 15. | Arató István                    | festőművész                                                                           | 088 |        |
| február 14. | Dick Francis                    | walesi születésű brit sampion zsoké, krimiíró                                         | 089 |        |
| február 14. | Szánthó Pál                     | Széchenyi-díjas hídépítő mérnök                                                       | 084 |        |
| február 13. | Lucille Clifton                 | Pulitzer-díjas amerikai költő                                                         | 073 |        |
| február 13. | Gareth Wigan                    | amerikai filmproducer                                                                 | 078 |        |
| február 13. | Cy Grant                        | angol színész és II. világháborús veterán                                             | 090 |        |
| február 12. | Werner Krämer                   | világbajnoki ezüstérmes német labdarúgó                                               | 070 |        |
| február 12. | Luis Molowny                    | spanyol BEK-győztes labdarúgó, edző                                                   | 084 |        |
| február 12. | Nodar Kumaritasvili             | grúz szánkós                                                                          | 021 |        |
| február 11. | Irina Konsztantyinovna Arhipova | orosz operaénekesnő                                                                   | 085 |        |
| február 11. | Roman Dmitrijev                 | olimpiai bajnok (1972) szovjet válogatott jakut birkózó                               | 060 |        |
| február 11. | Mona Hofland                    | norvég színésznő                                                                      | 080 |        |
| február 11. | Inoue Umecugu                   | japán filmrendező                                                                     | 086 |        |
| február 11. | Alexander McQueen               | angol divattervező                                                                    | 040 |        |
| február 10. | Kasza László                    | romániai magyar orvos, szakíró                                                        | 095 |        |
| február 10. | Orlando Peçanha                 | világbajnok brazil labdarúgó                                                          | 073 |        |
| február 10. | José Joaquín Trejos Fernández   | Costa Rica elnöke 1966–1970 között                                                    | 093 |        |
| február 10. | Frederick Carlton Weyand        | amerikai tábornok                                                                     | 093 |        |
| február 10. | Charles Nesbitt Wilson          | amerikai politikus                                                                    | 076 |        |
| február 9.  | Walter Frederick Morrison       | amerikai pilóta, a frizbi feltalálója                                                 | 090 |        |
| február 8.  | Erich Meier                     | német labdarúgó                                                                       | 074 |        |
| február 8.  | Krzysztof Skubiszewski          | lengyel jogtudós, politikus                                                           | 083 |        |
| február 7.  | Boytha György                   | jogász, nagykövet, egyetemi tanár                                                     | 080 |        |
| február 7.  | Kokas Klára                     | zenepedagógus                                                                         | 080 |        |
| február 7.  | André Kolingba                  | közép-afrikai politikus, 1981–1993-ban az ország elnöke                               | 073 |        |
| február 7.  | Franco Ballerini                | olasz országúti kerékpárversenyző és szövetségi kapitány                              | 045 |        |
| február 6.  | Frenkl Róbert                   | orvos, egyetemi tanár, sportvezető, evangélikus egyházi vezető                        | 075 |        |
| február 6.  | Kipkemboi Kimeli                | olimpiai bronzérmes (1988) kenyai atléta, hosszútávfutó                               | 043 |        |
| február 5.  | Bajken Aszimov                  | a Kazah Szovjet Szocialista Köztársaság minisztertanácsa elnöke 1970–1984-ben         | 092 |        |
| február 5.  | Galimzjan Huszainov             | tatár származású orosz labdarúgó                                                      | 072 |        |
| február 5.  | Harry Schwarz                   | dél-afrikai apartheid-ellenes aktivista                                               | 085 |        |
| február 4.  | Gil Merrick                     | válogatott angol labdarúgó                                                            | 088 |        |
| február 4.  | Taub János                      | Kossuth-díjas romániai magyar rendező                                                 | 082 |        |
| február 3.  | Dick McGuire                    | amerikai kosárlabdázó                                                                 | 084 |        |
| február 3.  | Regina hercegnő                 | a Habsburg-család tagja, Habsburg Ottó felesége                                       | 085 |        |
| február 3.  | Frances Reid                    | amerikai színésznő                                                                    | 095 |        |
| február 3.  | Georges Wilson                  | francia színész (Ilyen hosszú távollét), rendező                                      | 088 |        |
| február 2.  | Benedek Attila                  | sakkfeladványszerző, szakíró, sportvezető                                             | 088 |        |
| február 2.  | Rosa Lobato de Faria            | portugál színésznő és író                                                             | 077 |        |
| február 1.  | David Brown                     | amerikai filmproducer                                                                 | 093 |        |
| február 1.  | Steingrímur Hermannsson         | izlandi politikus, miniszterelnök (1983–1987 és 1988–1991)                            | 081 |        |

## Január
| Dátum      | Név                       | Foglalkozás / tisztség                                                                             | Kor | Forrás          |
| ---------- | ------------------------- | -------------------------------------------------------------------------------------------------- | --- | --------------- |
| január 31. | Kage Baker                | amerikai sci-fi–fantasy író                                                                        | 057 |                 |
| január 31. | Jiří Havlis               | olimpiai bajnok (1952) cseh evezős                                                                 | 078 |                 |
| január 31. | Tomás Eloy Martínez       | argentin író                                                                                       | 075 |                 |
| január 31. | Giulio Petroni            | olasz filmrendező, forgatókönyvíró                                                                 | 092 |                 |
| január 31. | Pierre Vaneck             | francia színész                                                                                    | 078 |                 |
| január 29. | Varga János               | labdarúgó, edző, a Dorogi FC Örökös Tagja és Aranygyűrűse                                          | 077 |                 |
| január 28. | Szentivánszki Jeromos     | Lechner Lajos-díjas építész                                                                        | 053 |                 |
| január 27. | Zelda Rubinstein          | amerikai színésznő (Tini boszorkányok)                                                             | 076 |                 |
| január 27. | Jerome David Salinger     | amerikai író                                                                                       | 091 |                 |
| január 27. | Howard Zinn               | amerikai történész, drámaíró, filozófus                                                            | 087 |                 |
| január 26. | Louis Auchincloss         | amerikai író, jogász, történész                                                                    | 092 |                 |
| január 26. | Geoffrey Burbidge         | brit-amerikai csillagász, asztrofizikus                                                            | 084 |                 |
| január 25. | Ali Haszan al-Madzsíd     | „Vegyi Ali” néven elhíresült iraki politikus, Szaddám Huszein unokatestvére                        | 068 |                 |
| január 24. | Csetri Elek               | romániai magyar történész, az MTA külső tagja                                                      | 085 |                 |
| január 24. | Paizs József              | politikus, országgyűlési képviselő Szigetvár polgármestere                                         | 055 |                 |
| január 23. | Roger Pierre              | francia színész, humorista                                                                         | 086 |                 |
| január 22. | Iskandar maláj szultán    | Johori szultán, Malajzia vezetője 1984–1989                                                        | 077 |                 |
| január 22. | James Mitchell            | amerikai színész és táncos                                                                         | 089 |                 |
| január 22. | Jean Simmons              | angol színésznő                                                                                    | 080 |                 |
| január 22. | Ujfalussy József          | Kossuth- és Széchenyi-díjas zenetörténész, esztéta, az MTA rendes tagja, alelnöke                  | 089 |                 |
| január 21. | Reid Venable Moran        | amerikai botanikus                                                                                 | 093 |                 |
| január 20. | Kuzma László              | politikus, országgyűlési képviselő                                                                 | 049 |                 |
| január 20. | Nagy Péter                | irodalomtörténész, egyetemi tanár, az MTA rendes tagja                                             | 089 |                 |
| január 19. | Vlagyimir Karpov          | orosz katonatiszt, író                                                                             | 087 |                 |
| január 19. | Panajot Pano              | válogatott albán labdarúgó                                                                         | 070 |                 |
| január 18. | Ursula Kübler             | svájci táncosnő, koreográfus, színésznő                                                            | 081 |                 |
| január 17. | Góri Daiszuke             | japán színész, szinkronszínész, narrátor                                                           | 057 |                 |
| január 17. | Köpeczi Béla              | művelődés- és irodalomtörténész, egyetemi tanár, politikus, az MTA rendes tagja                    | 088 |                 |
| január 17. | Erich Segal               | angol író                                                                                          | 072 |                 |
| január 16. | Fekete Gyula              | író, újságíró, szociográfus                                                                        | 087 |                 |
| január 16. | Felice Quinto             | olasz fotóriporter, a világ első paparazzoja                                                       | 080 |                 |
| január 15. | Marshall Warren Nirenberg | Nobel-díjas amerikai biokémikus, genetikus                                                         | 082 |                 |
| január 14. | Bobby Charles             | amerikai énekes, dalszerző                                                                         | 071 |                 |
| január 14. | Petra Schürmann           | német színésznő és modell                                                                          | 076 |                 |
| január 13. | Teddy Pendergrass         | amerikai soul- és Rhythm and bluesénekes                                                           | 059 |                 |
| január 13. | Jay Reatard               | amerikai rockzenész                                                                                | 029 |                 |
| január 12. | Zilda Arns                | brazil gyermekorvos                                                                                | 075 |                 |
| január 12. | Elizabeth Moody           | új-zélandi színésznő (Hullajó!)                                                                    | 070 |                 |
| január 11. | Juliet Anderson           | amerikai pornószínésznő, filmrendező                                                               | 071 |                 |
| január 11. | Györgyey Klára            | amerikai magyar műfordító, kritikus                                                                | 074 | [ halott link ] |
| január 11. | Herczegh Géza             | jogász, egyetemi tanár, az MTA rendes tagja, alkotmány- és ENSZ-bíró                               | 081 |                 |
| január 11. | Miep Gies                 | holland humanista, Anne Frank és családjának egyik segítője                                        | 100 |                 |
| január 11. | Éric Rohmer               | francia filmrendező                                                                                | 089 |                 |
| január 10. | Bert Bushnell             | olimpiai bajnok (1948) brit evezős                                                                 | 088 |                 |
| január 10. | Rády Krisztina            | műfordító, kulturális szervező                                                                     | 042 |                 |
| január 10. | Mano Solo                 | francia énekes, zenész                                                                             | 046 |                 |
| január 10. | Szpiriev Bozsidar         | bolgár-magyar atléta, edző hidrogeológus, statisztikus, az IAAF pontszámítási táblázat megalkotója | 077 |                 |
| január 10. | Torbjørn Yggeseth         | norvég síugró                                                                                      | 075 |                 |
| január 9.  | Varga Gyula               | színész, a Miskolci Nemzeti Színház örökös tagja                                                   | 079 |                 |
| január 9.  | Franz-Hermann Brüner      | az Európai Csalás Elleni Hivatal (OLAF) főigazgatója                                               | 064 |                 |
| január 8.  | Bagonyai Attila           | sakknagymester                                                                                     | 045 |                 |
| január 8.  | Art Clokey                | amerikai animációsfilm-rendező                                                                     | 088 |                 |
| január 8.  | Piero De Bernardi         | olasz forgatókönyvíró                                                                              | 083 |                 |
| január 8.  | Otmar Suitner             | osztrák karmester                                                                                  | 087 |                 |
| január 8.  | Tasnády Károly            | világbajnok öttusázó                                                                               | 081 |                 |
| január 7.  | Barcs Sándor              | újságíró, sportvezető, politikus, az MTI vezérigazgatója                                           | 097 | [ halott link ] |
| január 7.  | Bruria Kaufman            | amerikai elméleti fizikus                                                                          | 091 |                 |
| január 7.  | Alex Parker               | skót labdarúgó, edző                                                                               | 074 |                 |
| január 7.  | Philippe Séguin           | francia politikus                                                                                  | 066 |                 |
| január 5.  | Beverly Aadland           | amerikai filmszínésznő                                                                             | 067 |                 |
| január 5.  | Baranyecz András          | kilencszeres magyar bajnok kerékpárversenyző, olimpikon                                            | 063 |                 |
| január 5.  | Willie Mitchell           | amerikai zenész, producer                                                                          | 081 |                 |
| január 5.  | Kenneth Noland            | amerikai absztrakt festőművész                                                                     | 085 |                 |
| január 4.  | Paul Ahyi                 | togói szobrász, építész, festő, formatervező, a togói zászló tervezője                             | 079 |                 |
| január 4.  | Hywel Teifi Edwards       | walesi nyelven író történész                                                                       | 075 |                 |
| január 4.  | Johan Ferrier             | Suriname első elnöke 1975-1980 között                                                              | 099 |                 |
| január 4.  | Jamagucsi Cutomu          | japán mérnök, az egyetlen ember, aki hivatalosan két atomtámadást is túlélt                        | 093 |                 |
| január 4.  | Casey Johnson             | amerikai örökösnő                                                                                  | 030 |                 |
| január 4.  | Mitró György              | olimpiai ezüstérmes úszó                                                                           | 079 |                 |
| január 4.  | Sandro de América         | argentin énekes és színész                                                                         | 064 |                 |
| január 3.  | Gustavo Becerra-Schmidt   | chilei zeneszerző                                                                                  | 084 |                 |
| január 3.  | Gianni Bonichon           | olimpiai ezüstérmes (1972) olasz bobversenyző                                                      | 065 |                 |
| január 3.  | Mary Daly                 | amerikai feminista filozófus                                                                       | 081 |                 |
| január 2.  | Johann Frank              | válogatott osztrák labdarúgó                                                                       | 071 |                 |
| január 1.  | Freya von Moltke          | német Hitler-ellenes szabadságharcos                                                               | 098 |                 |
| január 1.  | Lhasa de Sela             | mexikói-amerikai dalszerző, énekesnő                                                               | 037 |                 |

## Állatok
| Dátum       | Név  | Faja, nevezetesség oka                                      | Kor | Forrás |
| ----------- | ---- | ----------------------------------------------------------- | --- | ------ |
| október 26. | Paul | a 2010-es futball-világbajnokság eredményeit megjósló polip | 02  |        |

## Lásd még
- Halálozások 2010-ben a sportban
- Halálozások 2010-ben a filmművészetben